# Stylopoma spongites
Stylopoma spongites är en mossdjursart som först beskrevs av Peter Simon Pallas 1766.  Stylopoma spongites ingår i släktet Stylopoma, och familjen Schizoporellidae.
Artens utbredningsområde är Mexikanska golfen. Inga underarter finns listade.